# Gustavo Nnachi
Clelio Gustavo Nnachi Espinoza (n. Quito, Ecuador; 8 de febrero de 2002) es un futbolista ecuatoriano. Juega de delantero o extremo y su equipo actual es Daquilema de la Segunda Categoría de Ecuador.

## Trayectoria
Nacido en Quito, hijo de padre nigeriano y madre ecuatoriana, se inició jugando en las categorías inferiores del Club Deportivo El Nacional, desde la categoría sub-12 en 2014, siguió en todas las divisiones juveniles del club, pasando por la sub-14, sub-16, sub-18 y la reserva. Con el primer equipo debutó en la Copa Ecuador 2018-19 el 28 de mayo de 2019 en la victoria 4-0 ante Anaconda Fútbol Club de la provincia de Orellana, en el partido de vuelta de los dieceseisavos de final.
En 2020 llegó al club Unibolívar de la Segunda Categoría de Bolívar para disputar la tercera división de Ecuador, en el campeonato provincial jugó dos partidos, con el club logró el título de campeón del torneo. En la etapa de play-offs el equipo caería eliminado en primera ronda a manos del club Baldor Bermeo Cabrera de la provincia de Azuay.
En 2021 firmó como jugador libre con Sociedad Deportiva Aucas de la Primera Categoría A, con el club oriental debutó en la Serie A del fútbol ecuatoriano ante Barcelona Sporting Club en el estadio Monumental, en la derrota 0-3 el 12 de abril de 2021, fue titular aquel partido. Así mismo tuvo su debut internacional en la Copa Sudamericana 2021 ante el Foot Ball Club Melgar de Perú, donde Aucas perdió 0-2 en la fase de grupos del torneo.
En 2022 fue anunciado como refuerzo de Liga Deportiva Universitaria, con los albos en su primera temporada disputó 11 partidos, teniendo participación en todas las competiciones que tuvo el club capitalino.
En enero de 2023 firmó en calidad de jugador libre con el Vitória de Guimarães de Portugal, empezando desde el equipo filial de tercera categoría, el Vitória de Guimarães B. Tras su paso por Portugal regresó al país para fichar por Guayaquil City.

## Estadísticas

### Clubes
Actualizado al último partido disputado el 12 de junio de 2024.
| Club                                   | Div.          | Temporada     | Liga  | Liga  | Copas nacionales | Copas nacionales | Copas internacionales | Copas internacionales | Total | Total |
| Club                                   | Div.          | Temporada     | Part. | Goles | Part.            | Goles            | Part.                 | Goles                 | Part. | Goles |
| -------------------------------------- | ------------- | ------------- | ----- | ----- | ---------------- | ---------------- | --------------------- | --------------------- | ----- | ----- |
| El Nacional · Ecuador                  | 1.ª           | 2019          | 0     | 0     | 1                | 0                | 0                     | 0                     | 1     | 0     |
| El Nacional · Ecuador                  | Total club    | Total club    | 0     | 0     | 1                | 0                | 0                     | 0                     | 1     | 0     |
| Unibolívar · Ecuador                   | 3.ª           | 2020          | 2     | 0     | —                | —                | —                     | —                     | 2     | 0     |
| Unibolívar · Ecuador                   | Total club    | Total club    | 2     | 0     | 0                | 0                | 0                     | 0                     | 2     | 0     |
| Aucas · Ecuador                        | 1.ª           | 2021          | 5     | 0     | —                | —                | 2                     | 0                     | 7     | 0     |
| Aucas · Ecuador                        | Total club    | Total club    | 5     | 0     | 0                | 0                | 2                     | 0                     | 7     | 0     |
| Liga Deportiva Universitaria · Ecuador | 1.ª           | 2022          | 9     | 0     | 1                | 0                | 1                     | 0                     | 11    | 0     |
| Liga Deportiva Universitaria · Ecuador | Total club    | Total club    | 9     | 0     | 1                | 0                | 1                     | 0                     | 11    | 0     |
| Vitória de Guimarães B Portugal        | 3.ª           | 2022-23       | 1     | 0     | 0                | 0                | —                     | —                     | 1     | 0     |
| Vitória de Guimarães B Portugal        | Total club    | Total club    | 1     | 0     | 0                | 0                | 0                     | 0                     | 1     | 0     |
| Guayaquil City · Ecuador               | 1.ª           | 2023          | 1     | 0     | 0                | 0                | 0                     | 0                     | 1     | 0     |
| Guayaquil City · Ecuador               | 2.ª           | 2024          | 12    | 1     | 0                | 0                | —                     | —                     | 12    | 1     |
| Guayaquil City · Ecuador               | Total club    | Total club    | 13    | 1     | 0                | 0                | 0                     | 0                     | 13    | 1     |
| Daquilema · Ecuador                    | 3.ª           | 2024          | 0     | 0     | 0                | 0                | —                     | —                     | 0     | 0     |
| Daquilema · Ecuador                    | Total club    | Total club    | 0     | 0     | 0                | 0                | 0                     | 0                     | 0     | 0     |
| Total carrera                          | Total carrera | Total carrera | 30    | 1     | 2                | 0                | 3                     | 0                     | 35    | 1     |
| 1. 2.                                  |               |               |       |       |                  |                  |                       |                       |       |       |

## Palmarés

### Campeonatos provinciales
| Título                       | Club       | País    | Año  |
| ---------------------------- | ---------- | ------- | ---- |
| Segunda Categoría de Bolívar | Unibolívar | Ecuador | 2020 |